# Haitobolus lethifer
Haitobolus lethifer är en mångfotingart som först beskrevs av Loomis 1936.  Haitobolus lethifer ingår i släktet Haitobolus och familjen Rhinocricidae. Inga underarter finns listade i Catalogue of Life.